# Anna Serner
Anna Serner, född 11 oktober 1964 i Högalids församling i Stockholm, är en svensk jurist och tidigare vd för Svenska Filminstitutet. 

## Biografi
Serner har en jur kand-examen, har studerat filmvetenskap och gått Stockholms Filmskolas praktiska tvååriga filmutbildning. Mellan 1998 och 2006 var hon vd för Reklamförbundet och mellan 2008 och 2011 för Tidningsutgivarna. Hon har deltagit i statliga utredningar såsom Upphovsrättsutredningen 2010. Anna Serner innehar styrelseuppdrag, bland annat för Polarbröd och Dagens Samhälle.

### VD för Svenska Filminstitutet
Serner efterträdde Cissi Elwin som vd för Svenska Filminstitutet (SFI) i oktober 2011.
I september 2020 kritiserades SFI av Dagens Nyheter:s filmredaktör Helena Lindblad för att det senaste decenniet i för hög grad ha fokuserat på könsfördelning och för lite på de stora frågorna för filmbranschen. Kritiken delades av producenten Lena Rehnberg som även menade att filmbranschen led av en tystnadskultur. Serner sade att SFI arbetade med många olika frågor men att det var svårt att få gehör i medierna för annat än jämställdhetsfrågor.
Den 27 april 2021 meddelade Anna Serner att hon skulle lämna sitt uppdrag i oktober 2021. I en rapport i juni 2021 av Myndigheten för kulturanalys kritiserades SFI:s styrdokument och kommunikation då vissa perspektiv lyftes fram på ett sätt som var problematiskt utifrån idealet om konstnärlig frihet och en "otydlighet i hur Filminstitutet beskriver sitt arbete mot diskriminering och för mångfald och jämställdhet". Även SFI:s kommunikation kring frågor som handlar om jämställdhet och mångfald i svensk film ifrågasattes då den medförde en risk att konstnärligt arbete anpassades på ett sätt som inte var önskvärt.:13
Den 12 november samma år meddelade Svenska Filminstitutet att Anette Novak kommer att efterträda Serner.

## Övrigt
29 juni 2018 var Serner sommarvärd i Sommar i P1.

## Familj
Anna Serner är dotter till juristen Uncas Serner och tandläkaren May Hoffmann-Serner samt brorsdotter till skådespelaren Håkan Serner och brorsons dotter till Frank Heller.